# 长塘镇 (柳州市)
长塘镇，是中华人民共和国广西壮族自治区柳州市柳北区下辖的一个乡镇级行政单位。

## 行政区划
长塘镇下辖以下地区：
威奇社区委会、星光社区、鹧鸪江村、香兰村、黄土村、青茅村、长塘村、北岸村、西流村和梳庄村。